# Ocho Rios
Ocho Rios (conosciuta anche come Ochie) è una città situata nel nord della Giamaica, nella Parrocchia di Saint Ann. È una famosa destinazione turistica, conosciuta soprattutto per la possibilità di esplorazioni subacquee e sport acquatici.
Il nome di Ocho Rios è stato dato dagli spagnoli, significa otto fiumi.

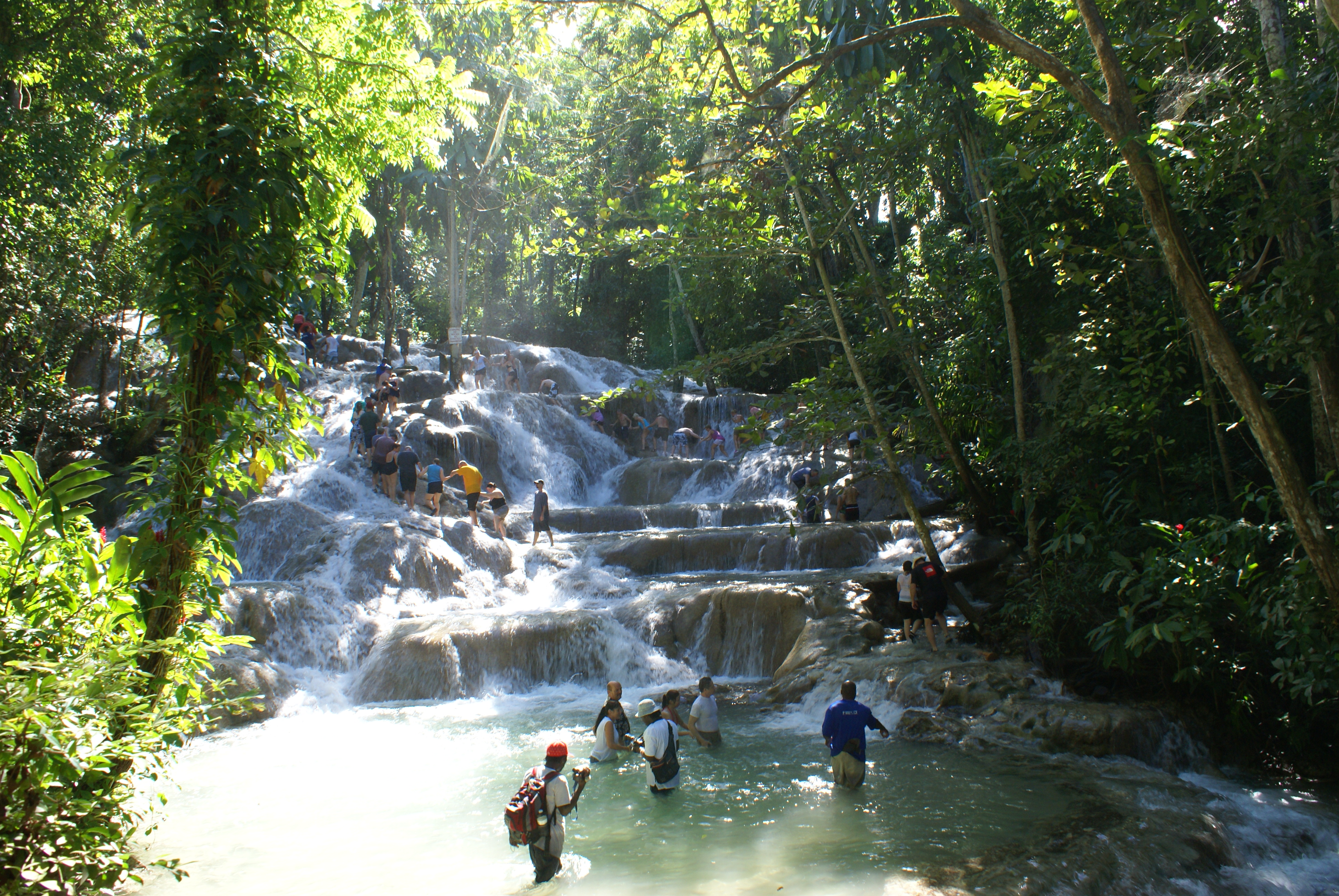
Turisti risalgono le cascate del fiume Dunn assieme alle guide

Ocho Rios era inizialmente un villaggio di pescatori, prima di essere scoperto e diventare una delle più importanti destinazioni turistiche dei Caraibi, spesso utilizzata come meta anche da artisti come Donna Summer e Keith Richards.
Una delle più importanti attrazioni turistiche della città sono le cascate del Dunn, visitate da migliaia di persone all'anno. Le cascate hanno un salto complessivo di circa 200 metri, e possono essere risalite a piedi dai turisti.
In questa città è morto Philip Showalter Hench, premio nobel per la medicina e scopritore del cortisone.
La band britannica 10cc nell'album Bloody Tourists ha incluso una canzone chiamata From Rochdale To Ochio Rios, cioè "Da Rochdale a Ocho Rios".
In questa città si tennero alcune edizioni del festival Reggae Sunsplash.

## Amministrazione

### Gemellaggi
- Oakland
- Dallas